# ヤマハ・DT
DT（ディーティー）とは、ヤマハ発動機が製造販売しているデュアルパーパスタイプのオートバイである。シリーズ車種として数車種が生産されているが、現在日本国内での販売は行われていない。
DTの名の由来は、ヤマハの公式発表では、D、Dualpurposeデュアルパーパス(この場合はON/OFFロードではなく砂漠とガレ場の意味)、T、Trailトレール小道、が名前の由来となっている。

## モデル一覧

### DT400
1975年、DT360をベースにボアを拡大して397ccに。YZのデザインのタンクに変更され、ラジアルフィンのヘッド、マグネシウムのケースカバー、片ハブ式の前輪ブレーキ、キック連動デコンプを装備して登場。

### DT360
1973年、RT360の後継車として、前輪に21インチホイール、アップフェンダー、センターアップマフラーなどでデザインを一新して登場。エンジンはRT360ベースで351cc空冷2スト単気筒で30馬力を発生。

### トレール250DT-1

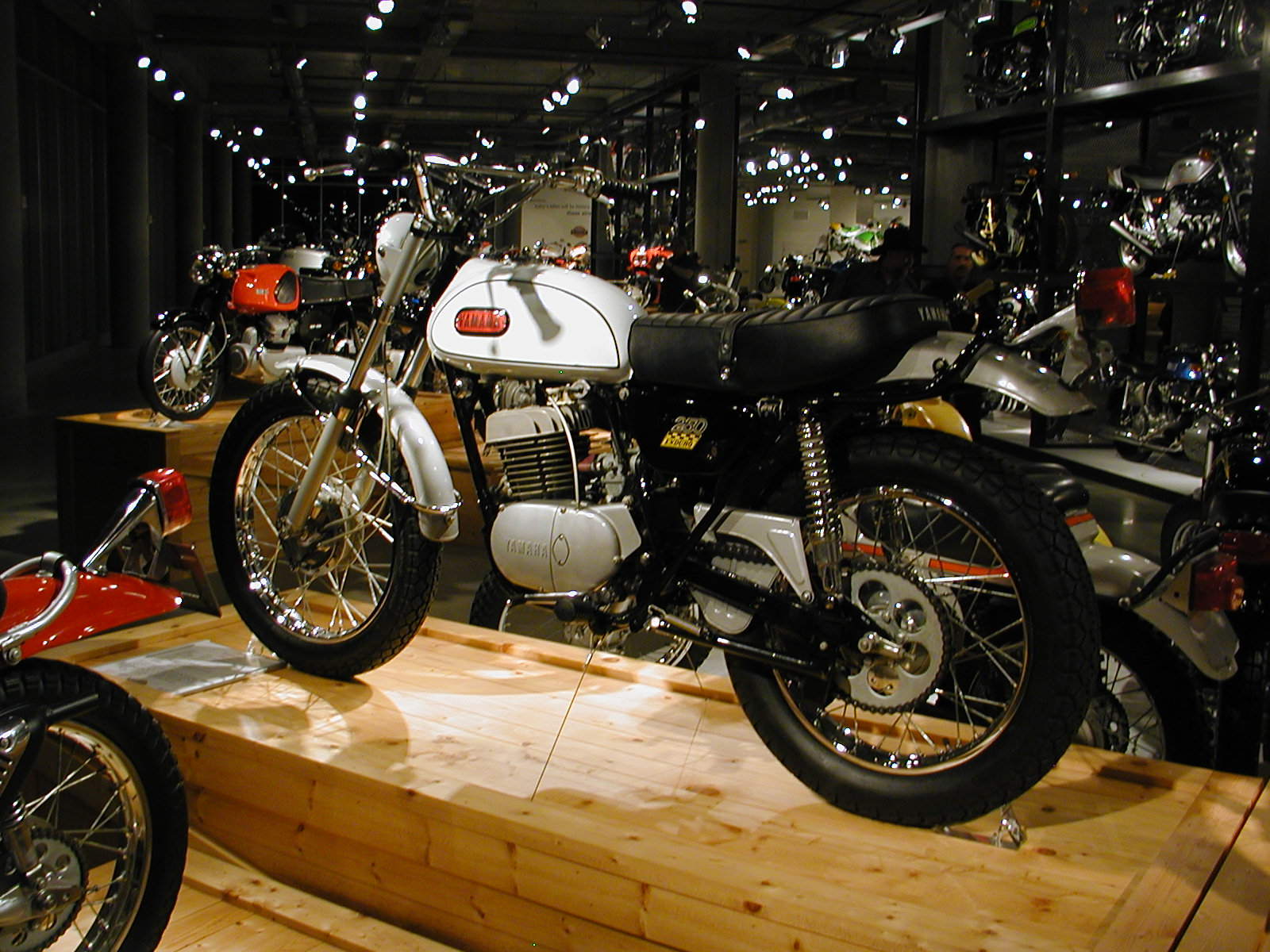
DT-1

1968年に国産初のオフロード専用設計公道用市販車として登場。249cc空冷2スト単気筒は18.5馬力を発生。モトクロッサーYX26がルーツ。正式な市販車であるにもかかわらず最初期型にはウインカーの装備がなく、後のモデルになってから標準装備とされた。D＝250cc、T=トレールを表す。グッドデザイン賞を受賞。

### DT250

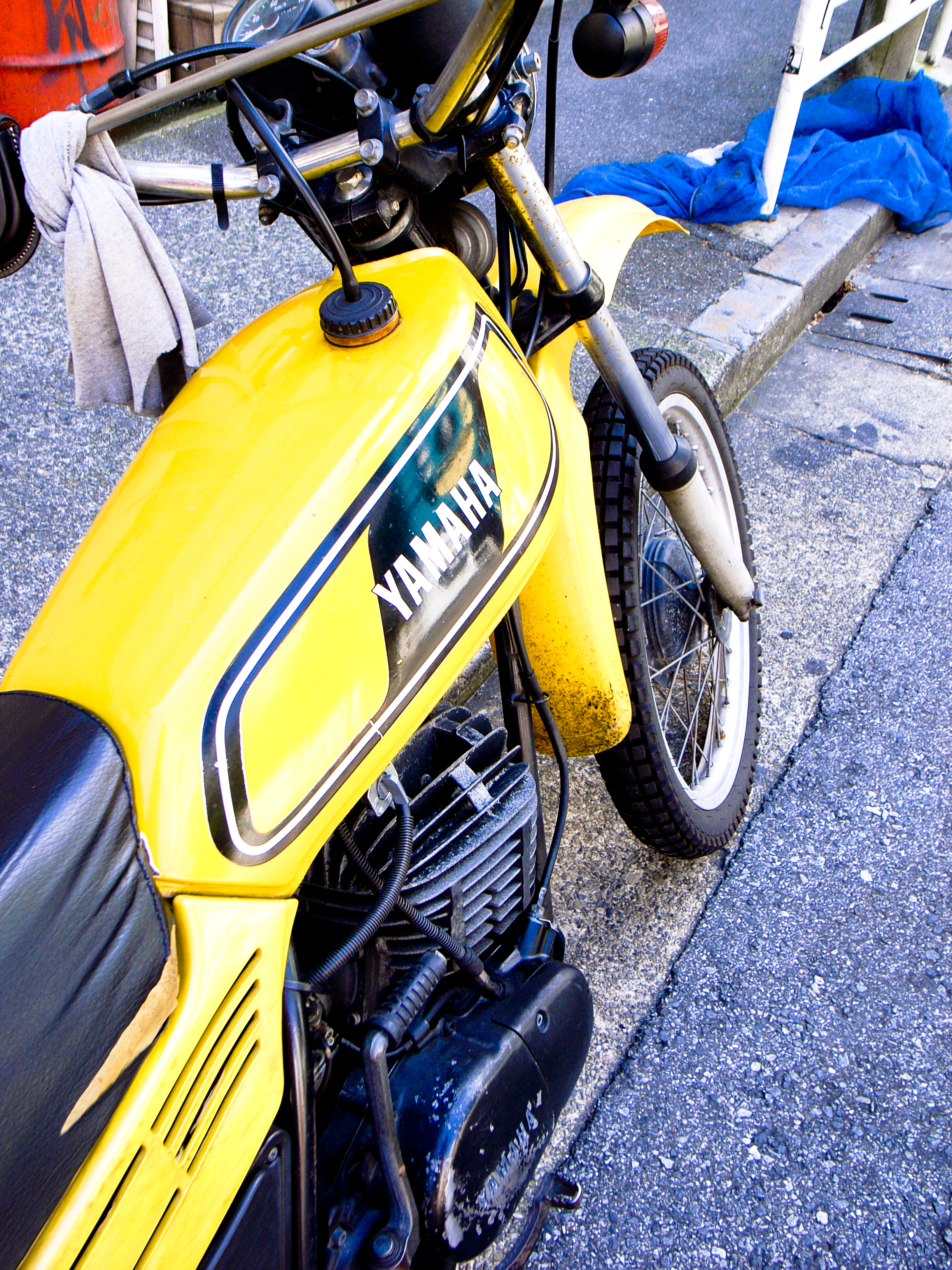
モノクロスサスペンションを採用したDT250

1970年、DT1のマイナーチェンジで車名がDT250に変更される。出力は21馬力になり、サスペンションが強化され、メーターが同一サイズに。
1971年には新開発の7ポートリードバルブエンジンの採用で23馬力に。
1972年、ハンドル形状とカラーリングが変更。
1973年にはセンターアップマフラーが採用され、前輪が21インチに。モトクロッサーMX250がベース。
1975年にはYZのイメージに近づくため、マグネシウムのケースカバー、前輪に片ハブが採用され、中低速を強化するため出力が2馬力下げられた。
1977年に登場し、250ccクラス初となるモノクロスサスペンションを採用して、高い走破性を誇った。246cc空冷2スト単気筒は21馬力を発生し、スネイルカム、前後アルミリム、トルクインダクションシステム吸気方式を採用していた。
1979年デザインはそのままにカラーリングの変更が行われる。DT250最後のモデル。

### DT200R

#### 前期モデル（37F）
DT200Rは1984年に発売された。初代（車種コード37F）は「ウィークエンド・モトクロッサー」として125ccの使い易さと250ccの力強さを備え登場し、YPVS（YAMAHA POWER VALVE SYSTEM）やYEIS（YAMAHA ENERGY INDUCTION SYSTEM）といった吸排気系システムを装備した195cc水冷2スト単気筒エンジンは30psを発揮した。足回りにはリンク式モノクロスサスやアルミスイングアームを採用し210mmのホイールトラベルを確保し、乾燥重量99kgでフロントブレーキがディスク式、リアブレーキがドラム式。当時のエンデューロレースでは圧倒的な強さを示し、大人気になった。
1985年にマイナーチェンジを受け（車種コード1TG）、エンジンの燃焼室形状や圧縮比を変更し32psに出力向上され、スプリング強化やクラッチ容量アップなども行われた。YPVSの特性、エキパイやキャブのセッティングも変更され、さらに1速のみギヤレシオの変更でスムーズなシフトアップが可能となった。またエンジンオイル消費量の低減化や、ハンドル形状の変更、フロントブレーキには小型マスターシリンダーが採用され、リアブレーキのレバーカムシャフトをアルミ鍛造化しレバー比を変更し、リアショックのリザーバータンクがアルミ化されるなど、細かな点が改良された。
1987年のマイナーチェンジ（車種コード2LR）では、市販モトクロッサーYZシリーズに合わせたカラーとグラフィックを採用。キー付きタンクキャップ採用、エンジンガードがパイプ製へ、ナックルガードが装備された。

#### 後期モデル（3ET）
1988年に37Fの後継車としてフルモデルチェンジされる。エンジンがピストンリードバルブからクランクケースリードバルブに変更され33馬力になり、モトクロッサー並みのデュアルラジエータに変更されたのが最大の特徴と言える。フロントフォークは径41mmを採用しストロークアップ、ホイールベースの延長、シート高のアップ、車重増（乾燥重量107kg）でやや大柄になったものの、抜群の性能を誇り、モトクロッサーYZシリーズのレプリカとして人気を博した。
3ETの姿形は全くと言っていいほどDT125R（3FW）と瓜二つであるが相違点も多く、前後サスペンション、スイングアーム材質、リンク、ラジエータの数などが異なる。しかし主たる外装類は共通のため、発表から18年たった今でも純正新品で手に入るパーツは多い。
1989年には新色スカイブルーを採用し従来のカラーと合わせて3カラーのバリエーションとなった。

### DT200WR

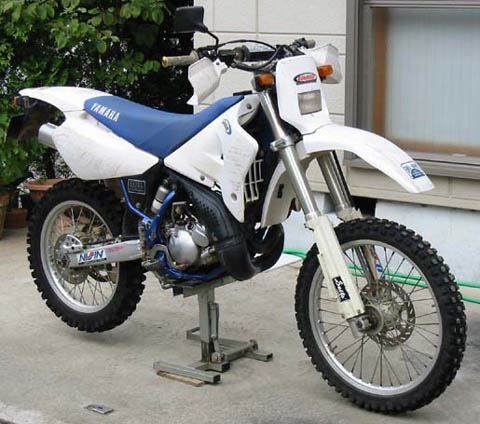
DT200WR

DT200WRは1991年に発売された。DTの名を冠しながら、モトクロッサーの姉妹車と言えるほどの装備でデビューしている（車種コード3XP）。エンジンはYZシリーズベースのメッキシリンダー採用して199cc、35psを発揮させ3倍速YPVSを装備させた。250ccのライバル勢に軽量さとハンドリングの良さを武器として対抗するため、バッテリーレスのCDIユニットや倒立式フロントサスペンションも装備させ、乾燥重量は107kgとなった。200ccながらエンデューロシーンでは圧倒的な強さを示しており、この車両がDTシリーズ最強のDTといっても過言ではない。
また当時のYZ125との共通点も多く、モデル終了まで細かく毎年改良を加えられた。姉妹車にレーサーWR200Rがある。

### DT230LANZA

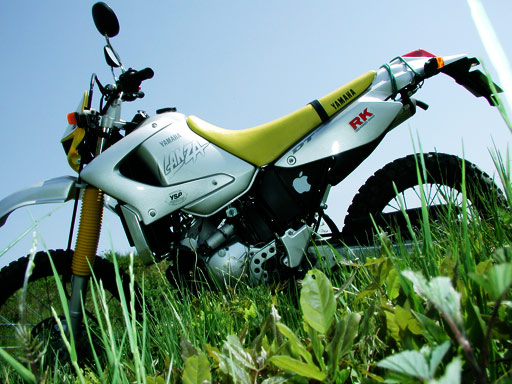
DT230 Lanza

DT230LANZA（ランツァ）は1997年に発売された（車種コード4TP）。前モデルの車体をベースに、DT200WRのエンジンを224ccまで排気量をアップさせて搭載し40psを発揮させた。またセルモーター、トラクションコントロールやデジタルメーターを装備したトレールモデルであり、DTの系譜では国内の最終モデルにあたる。
この頃は国内メーカー各社が、2サイクルエンジンモデルをモトクロッサーのレーサーレプリカモデル一辺倒で押し通していたこともあり、オフロードバイクが初心者にとって非常にハードルが高くなっていく中でのオフ車人気衰退に一石を投じたヤマハの意欲作であるが、排ガス規制の壁に阻まれ、わずか2年間（1998年まで）をもって販売終了となった。2スト版のヤマハ・セローとして、今なお人気の高いオフロードバイクのひとつとなっている。
前期型 4TP1(1997年) 車体色はブルーとホワイト。フロントフェンダーがホワイトで統一されている。トラクションコントロールは適度にリアタイヤを滑らせる設定となっており、ライダーの意志に沿った走りを狙っている。
後期型 4TP2(1998年) 車体色はブルーとシルバー。前期型のようにカラー別けされず、ブルー色にはワークスヤマハ車にも見られるストロボラインが入っている。シルバーにはストリート向けをイメージされたブラックのリムが採用されている。後期型からリアスイングアームがアルミ製に変更。過剰なオイル消費を制御させるYCLSも搭載された。
初期型のクランクシャフトオイルシールは耐久性が低く、クランクケースカバーのドレン穴から２次エアを吸ってしまう事によるトラブルが多発したため、メーカーが対策部品を出している、なおこのオイルシールは2stエンジンとして消耗品的な部類に入るため、オーバーホール時に交換することが望ましい。
前モデルのDT200WRはエンデューロレースでの評価が高く、オフロードレースで活躍する新レーサーレプリカが期待されたため、トレール車として発売されたランツァは期待を裏切る形となった。
しかし、フラットダート、林道、ワインディングロードでの評価は極めて高く、気軽に乗れる車高・セルモーターも相まって舗装路を使った雑誌レビューでは絶賛された。
後にモーターサイクルショーにて「」が発表され、前後タイヤを17インチのロードタイヤに変更する純正オプションも発売された。

### DT125

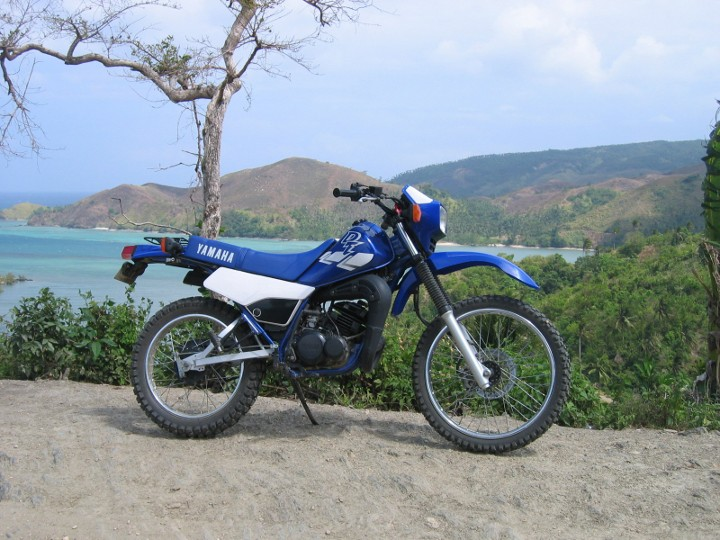
DT125D

- 1974年にAT125のフルモデルチェンジとして登場。空冷2スト単気筒エンジンは13馬力を発生。前輪は19インチを採用。同時期の輸出用DT125にはセルフスターターを装備する。
- 1977年にはDT250同様にリヤサスペンションにモノクロスサスペンション、6速ミッションを採用。前輪が21インチへ。
- 1978年にはデザインとカラーリングが変更され、タンク容量が1L増加に。フロントフォークがリーディングアクスル方式になり、リヤサス本体のストロークが増加。
- 1980年にはCDI点火が採用され14馬力へ。このほかメインスイッチ連動のハンドルロックが採用される。
- 1981年にはカラーリングが変更され、スイングアームが角型へ。
- 1982年にはデザインやカラーリングが変更され、新開発の水冷2スト単気筒エンジンを採用し、16馬力へ。ヘッドライトが角型へなる。
- 1983年、YEISを採用して18馬力へ、フロントにはセミエアフォーク、ゴールドリムを採用。
- 1985年にはDT125Rへフルモデルチェンジされる。

### DT125R

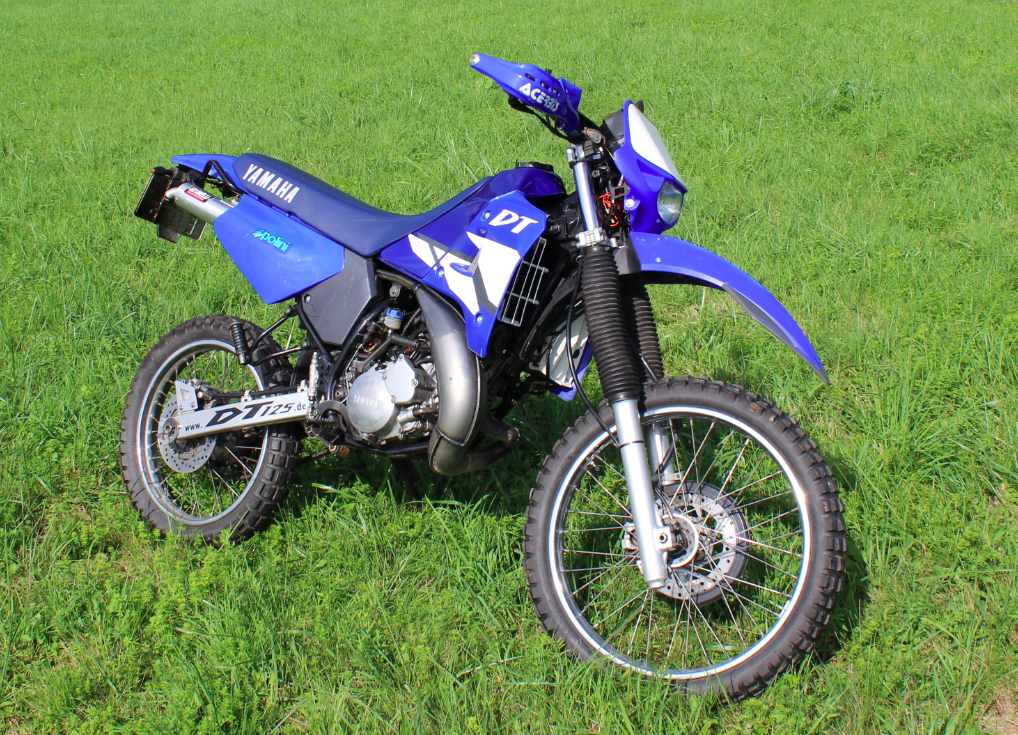
DT125R

DT125R（車種コード34X）は1985年に発売された。DT200R（37F）の姉妹車として遅れて登場したが、DT200と同じく、YPVSや、YEIS採用の水冷2スト単気筒エンジンを採用して123ccながら22psを発揮させている。37Fとは外見上、ホイールのリムの色がシルバーなだけで見分けが付きにくいが、スイングアームが鉄製、タイヤサイズが細くなるなど差別化されている。
1988年にはDT200R（3ET）の姉妹車として同時フルモデルチェンジを行ってデビューさせ（車種コード3FW）。その姿形は全くと言っていいほど3ETと瓜二つであった。
しかし1991年のマイナーチェンジから、125ccクラスの活発な欧州市場を見据えて大幅な独自装備の追加をされることになり、大型ヘッドライト・セルモーター・タコメーター・リアキャリアが装備され、日常の使い勝手を重視したモデルとなった。以降、他のモデルとの部品の共通化をはかる小変更を幾度となく繰り返し、長い間販売され続けていたが、日本国内では排ガス規制の壁に阻まれ、21世紀を待たずに生産終了となってしまった。
しかし欧州市場での人気は衰えなかったことから、生産が移管されて現地生産に切り替わり、モデルチェンジも行われてDT125REとなっただけでなく、モタード仕様の姉妹車であるDT125Xも発表され、エンジンも2ストロークながらEURO-2環境規制に対応させ2007年まで生産された。 

### DT50

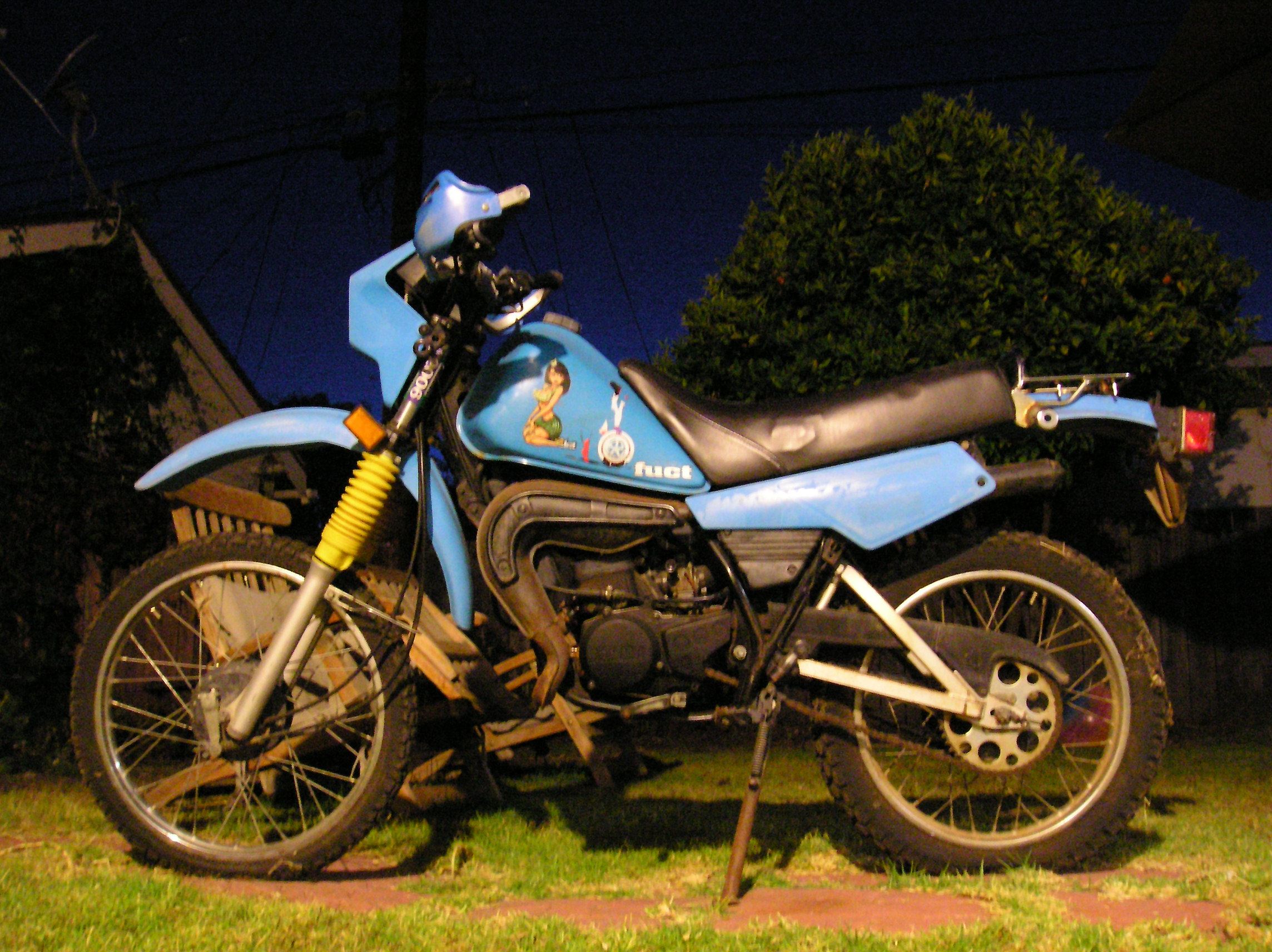
DT50M

DT50は1982年に発売され、RZ50譲りの水冷2スト単気筒エンジンに、YEISを採用してクラス最高の7.2psを発揮させていた。F2.50-19、R3.00-17に前後ドラムブレーキ。Rキャリアは標準装備。乾燥重量75kg。前身モデルはMR50。この車両は発売開始から生産終了するまでの間、全くモデルチェンジをせず、カラーリングの変更と常時ヘッドランプ点灯化、最終型でようやく鍵付タンクキャップが装備された程度の変更のみで、日本国内では15年以上も長らく販売されていた。同系の水冷2ストピストンリードバルブエンジンはTDR50やTZR50に受け継がれる。
1982年（17W) 17W-100101～
1984年3月（54A前期) 17W-350101～
1987年2月（54A後期） 5R2-399101～
1988年8月（3LM1） 17W-409101～
1991年1月（3LM2） 17W-440101～
1992年6月（3LM3） 17W-447101～
1993年7月（3LM4） 17W-457101～
1996年4月（3LM5） ?
1997年?月（3LM5） 17W-470101～
日本での生産終了後も、欧州で生産が継続されており、2010年現在は大幅にモデルチェンジが行われ、前後輪ディスクブレーキ装備のDT50Rとモタード仕様のDT50Xが生産されている。